# KkStB 91 sorozat
A kkStB 91 sorozat egy szerkocsisgőzmozdony-sorozata volt a Császári és Királyi Osztrák Államvasutaknál (kkStB). A kéthengeres, telítettgőzű, C tengelyelrendezésű mozdonyt a Bécsújhelyi Mozdonygyár szállította 1876-ban.
A kkStB 91.01-07 pályaszámú mozdonyok a Niederösterreichische Südwestbahnentől jöttek, ahol B sorozat 1B-7B pályaszámokat viselték az 1878-as államosításig. A mozdonyok 1887 után új kazánt kaptak (lásd a táblázatban).
Az első világháború után a Osztrák Szövetségi Vasutak (BBÖ) átvette az összes mozdonyt a sorozat és pályaszáma megtartásával.
A BBÖ a 91 sorozat 01,02, 03, 04, 05, 07 számú mozdonyait 1923 és 1931 között kölcsönadta a Győr–Sopron–Ebenfurti Vasútnak (GYSEV).
A sorozat utolsó mozdonyát 1936-ban selejtezték.
A mozdonyok a NÖSWB 1–7B szerkocsival és a kkStB 3 sorozatú szerkocsival üzemeltek.

## Fordítás
- Ez a szócikk részben vagy egészben  a   kkStB 91 című német Wikipédia-szócikk fordításán alapul.  Az eredeti cikk szerkesztőit annak laptörténete sorolja fel. Ez a jelzés csupán a megfogalmazás eredetét és a szerzői jogokat jelzi, nem szolgál a cikkben szereplő információk forrásmegjelöléseként.